# باو داي

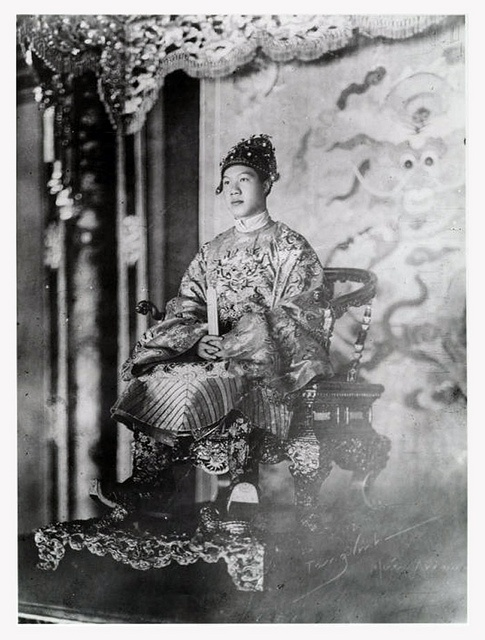
الإمبراطور باو داي

توقيع الإمبراطور بالطريقة التقليدية

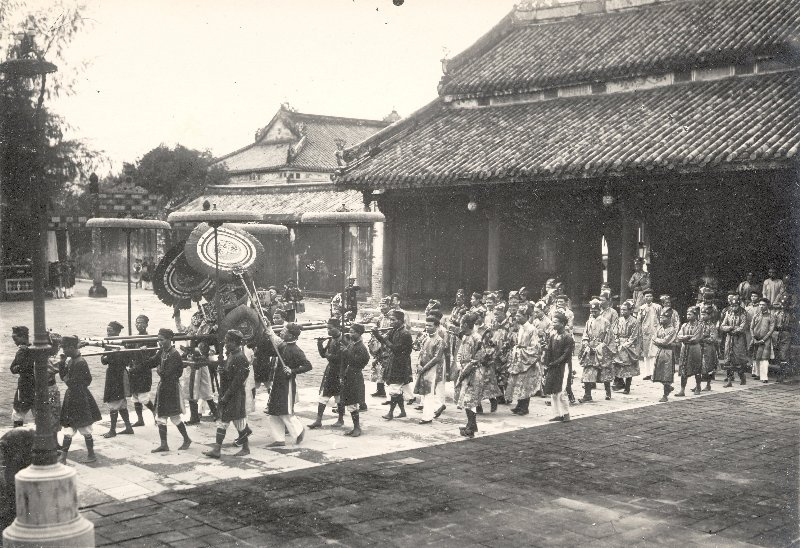
باو داي في سايغون

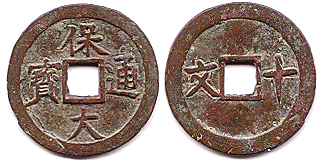
العملة كانت جاهزة في عهد باو داي ومنقوش باللغة الصينية

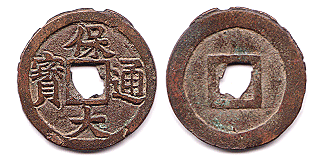
عملات أخرى في عهد باو داي

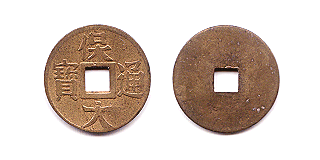
عملة أخرى في عهده

باو داي (بالفيتنامية:Bảo Đại) وهو آخر حكام إمبراطورية جنوب فيتنام من سلالة أسرة نجوين ، من مواليد 22 أكتوبر 1913 ، وعاش فترة حكمه ملكاً على سايغون، واستمر الحكم بداية بتاريخ 13 يونيو 1945م وتعرض للانقلاب على يد رئيس الوزراء بتاريخ 30 أبريل 1955م.

## فترة حكمه
حكم باو داي مباشرة بعد توليه ملكاً على عرش فيتنام، وفي سنة 1943م أعلن داي بأن سايغون عاصمة فيتنام الجنوبية بينما فقد الأمل بالسيطرة على فيتنام الشمالية، وكان يقطنها في سايغون مجموعة من الصينيين برفقة الفيتناميين، وقام باو داي عام 1949م بتشكيل حكومة مناوئة للشيوعية، وأطيح حكمه على يد رئيس الوزراء نغو دينه ديم.

## وصلات خارجية
- باو داي على موقع الموسوعة البريطانية (الإنجليزية)
- باو داي على موقع مونزينجر (الألمانية)

- Abdication of Emperor Bảo Đại
- Emperor Bảo Đại and Princess Vĩnh Thụy visit Thiên-Lý Bửu-Tòa's Cao Đài temple, 2 December 1982, San Martin, California
- On 20 May 2006, a ceremony at the inauguration of the monument raised in memory of Emperor Bảo Đại
- Emperor Bảo Đại and Princess Vĩnh Thụy meet supporters in France (in French)
- Emperor Bảo Đại's Rolex watch sells for record price at Geneva auction in USA Today
- Biography and photos throughout Emperor Bảo Đại's life
- Emperor Bảo Đại MERCEDES 600 SEDAN LIMOUSINE

### وصلات متعلقة بالصور
- Dalat

باريس* http://www.webcitation.org/query?url=http://www.geocities.com/Heartland/Bluffs/7645/kinghse.jpg&date=2009-10-25+10:33:57
- http://image.pegs.com/images/VS/1744/1744_b1.jpg